# Słoboda Dolińska
Słoboda Dolińska (ukr. Слобода-Долинська) – wieś na Ukrainie, w  obwodzie iwanofrankiwskim, w rejonie dolińskim.